# Stanfour
Stanfour - созданная в 2004 году немецкая рок-группа.

## История
Группа Stanfour была образована на острове Фёр, лежащем в Северном море (земля Шлезвиг-Гольштейн) братьями Алексом и Константином Ретвиш, продюсером Эйке Люховом и гитаристом Кристианом Лидсба. Алекс и Константин, ещё до создания группы, проработали несколько лет в Лос-Анджелесе, где успешно показали себя в создании песенной музыки и музыки для кинофильмов.
В сентябре 2007 года Stanfour выпускает свой сингл-дебют Do It All, занявший 46-е место в немецком хит-параде. Их второй вышедший диск с песней For All Lovers стал одним из наиболее популярных на немецком радио и продержался на ведущих местах в списке немецкого хит-парада в течение 18 недель. В феврале 2008 года Stanfour выпускает свой первый большой альбом Wild Life, записанный в Стокгольме, Лос-Анджелесе и в собственной студии группы на острове Фён. Другие песни из этого альбома - Desperate и In Your Arms (последняя занимала 14-е место в немецком хит-параде).
Группа Stanfour участвовала в совместных концертных турне с Джоном Фогерти (2007), норвежской группой a-ha (2009); в 2008 году выступала совместно с Брайаном Адамсом, с Daughtry в 2007 году и с группой Scorpions (в 2008 и 2009). Летом 2010 года группа Stanfour, как почётный гость певицы Pink, трижды открывала её шоу под открытым небом (Open Air Shows).
В декабре 2008 года Stanfour была номинирована в категории „Bester Newcomer“ на радио-премию 1Live Krone. В декабре 2009 года выходит её второй альбом Rise & Fall. Музыка группы становится более лёгкой, танцевальной, частично - электронной. Первый сингл, как и сам альбом, вошёл в десятку лучших (Top 10) немецкого хит-парада. Музыкальная пьеса Tired Again была записана группой для кинофильма режиссёра Тиля Швайгера Красавчик 2 (Zweiohrküken). В 2010 выходит золотой альбом Rise & Fall, став с продажей 100.000-го экземпляра наиболее удачным в карьере музыкантов Stanfour. 15 сентября 2010 года группа выступает в телевизионном долгоиграющем сериале Хорошие времена, плохие времена (Gute Zeiten, schlechte Zeiten). Приняв участие в конкурсе Бундесвизион-2010 (Bundesvision Song Contest 2010), Stanfour с песней Sail on занимает на нём 7-е место.

## Дискография

### Альбомы
- 2008 
  - Wild Life
- 2009 	
  - Rise and Fall
- 2012
  - October Sky
- 2015
  - IIII

### Синглы
- 2007 	
  - Do It All
  - For All Lovers
- 2008 	
  - Desperate
  - In Your Arms
- 2009 	
  - Wishing You Well
- 2010 	
  - Life Without You
  - Wouldn't Change a Thing (с Деми Ловато)
  - Sail On
- 2012
  - Learning to Breathe
- 2015
  - Power Games

## Сайт группы
- Offizielle Website